# Jean Hesnault
Pour les articles homonymes, voir Hesnault.
Jean Hesnault (ou Dehénault, d'Hénault, de Hénault ; 1611-1682) est un poète français, libertin de mœurs et de pensée, ami de Molière et de Chapelle.
Il traduisit notamment des poèmes antiques de tendance matérialiste (début du De natura rerum de Lucrèce, chœur du second acte de la Troade de Sénèque...).

## Éditions
- Œuvres diverses..., Paris, 1670.
- Dialogues ou Entretiens..., Rouen, 1709. (Même contenu que l'édition précédente.)
- Pièces publiées dans divers recueils.
- Œuvres, éd. Fr. Lachèvre, Paris, Champion, 1922.
- On trouvera quelques poèmes de Hénault dans Alain Niderst, La poésie à l'âge baroque, Paris, Laffont, coll. Bouquins, 2005, pp. 767–774.

## Études
- René Pintard, Le libertinage érudit dans la première moitié du XVIIe siècle, Paris, 1943, 2 volumes. (Réimpr. Slatkine, 1995, 2000, 2003.)
- René Pintard : « Un ami mal connu de Molière : Jean de Hénault », Revue d'histoire littéraire de la France, septembre-octobre 1972, p. 954-975.
- Alain Niderst : « Jean Hénault (suite) », Revue d'histoire littéraire de la France, septembre-octobre 1978, p. 707-721.